# Eustylini
Los eustilinos (Eustylini) son una tribu de insectos coleópteros curculiónidos pertenecientes a la subfamilia Entiminae.  

## Géneros
- Achrastenus – Anidius – Brachyomus – Brachystylus – Coconotus – Compsus – Diaprepes – Eustylus – Exophthalmus – Exorides – Galapagonotus – Oxyderces – Parthenides – Phaops – Phaopsis – Pseudeustylus – Scelianoma – Simophorus – Synthlibonotus – Xestogaster